# L'Œuf de Karamazout
L'Œuf de Karamazout est la première histoire dans laquelle apparaît le personnage de Sophie créé par Jidéhem. Elle est publiée pour la première fois en 1964 dans le journal Spirou (no 1345 à no 1365), en tant qu'histoire de la série Starter.
Elle donnera son nom au premier album de la série Sophie, publié en 1968 avec une seconde histoire en 7 planches, La Pelle mécanique sur un scénario de Vicq, parue en 1966.